# Карельская берёза
Каре́льская берёза (уст. «корельская берёза») — древесина разновидности берёзы повислой берёзы карельской (лат. Betula pendula var. carelica), имеющей характерные утолщения на стволе (кап), с узорчатой свилеватой текстурой древесины. Отличается красивым рисунком, прочностью (твёрдый и нехрупкий материал), даёт в отделке красивые цвета — тёмно-коричневые включения на светло-жёлтом фоне.
В столярном деле под этим названием применяются иногда также наплывы (кап) на стволах и свилеватая древесина у корня других берёз.

## История
За красивый внешний вид и высокую прочность карельская берёза издавна высоко ценилась в народе. Владимир Даль упоминает её в таких словосочетаниях: «Береза карельская, березовая свиль, блона, наплав, кап, сувойчатая береза». «С XIII столетия (известны археологические находки) она использовалась для изготовления различных художественных изделий и бытовых предметов … древесина этого дерева служила карельским племенам для уплаты налогов. В отечественной литературе первые сведения о карельской березе появились в 1766 году, когда „лесной знатель“ Фокель описывал российские леса в Карелии и смежных районах».
Российский архитектор В. П. Стасов «едва ли не первым ввёл в употребление мебель из карельской берёзы и тополя».
Карельская берёза получила своё название в 1857 году в трудах русского учёного К. Е. Мерклина.

## Природа образования характерного рисунка древесины

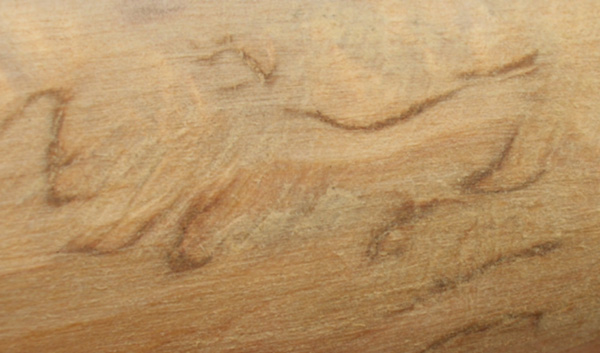
Характерный рисунок древесины карельской берёзы

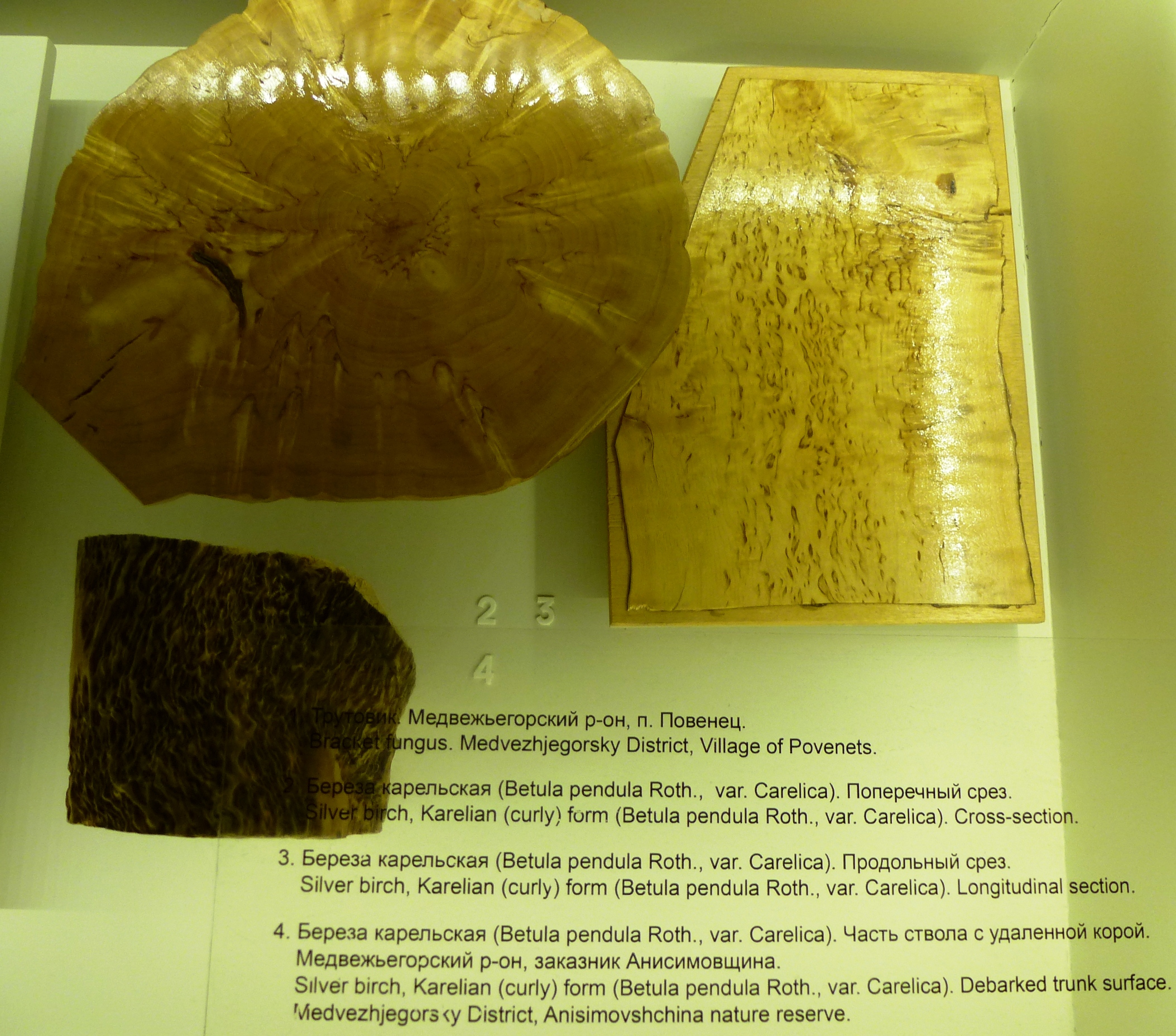
Образцы карельской берёзы. Национальный музей Республики Карелия

«До настоящего времени не пришли к единому мнению о причинах возникновения узорчатой древесины. Существует мнение, что узорчатость древесины связана с нарушением минерального питания, является заболеванием, вызванным вирусной инфекцией или наследственным заболеванием, затрагивающим генотип растения, зависит от характера филогенетического развития. Установлено, что декоративная текстура древесины наследуется, но генетические закономерности этого явления пока не определены. Потомство, полученное в результате скрещивания двух растений карельской берёзы, не всегда сохраняет декоративные признаки. При этом требуется не менее 5-10 лет, чтобы определить, будет древесина узорчатой или нет».
«Показано, что причиной расстройства нормальной ритмики камбиальной активности и, как следствие, образования аномальной древесины, может быть нарушение флоэмного транспорта ассимилятов. Установлено, что специфические черты строения вторичного проводящего цилиндра при формировании ксилемных аномалий по типу узорчатой древесины карельской берёзы определяются неравномерным распределением метаболитов и не связаны, как считают некоторые авторы, с повреждением клеток камбия. В опытах по локальному нарушению транспорта ассимилятов экспериментально доказана возможность получения у берёзы с обычным упорядоченным расположением элементов проводящих тканей структурных преобразований ксилемы и флоэмы, аналогичных карельской берёзе».
В 2024 году учёными Санкт-Петербургского государственного лесотехнического университета и Карельского института леса была установлена часть генома карельской берёзы, в которой находятся гены, влияющие на узорчатость её древесины, это позволяет с помощью генетического анализа данной части генома отличить карельскую берёзу от близких видов и разновидностей без узорчатости на ранних стадиях развития, а не как раньше ждать около десятка лет до появления узорчатости.

## Распространение и культивирование

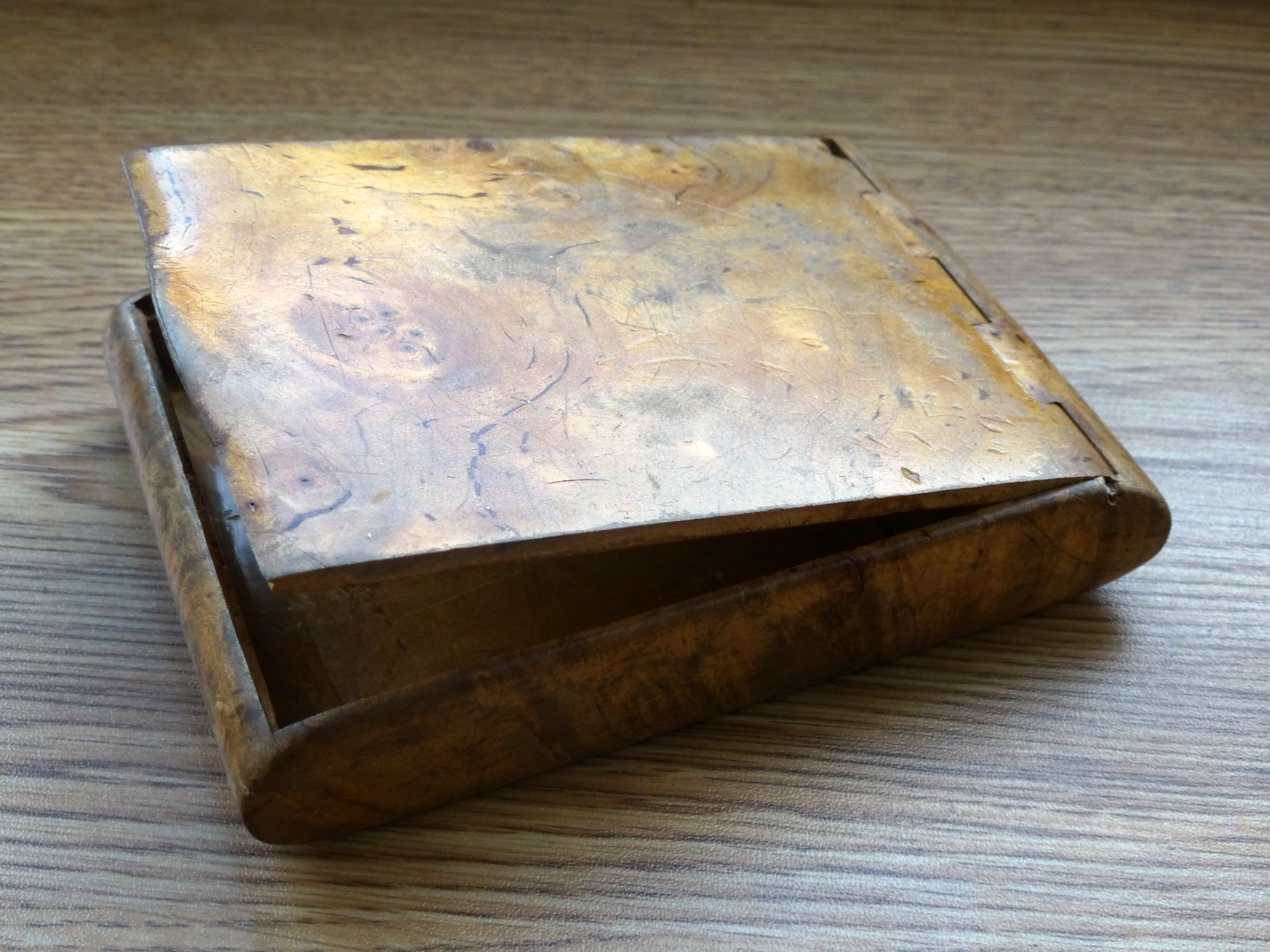
Портсигар из карельской берёзы

В Институте леса Карельского филиала АН СССР учёными-селекционерами Лаборатории физиологии и цитологии древесных растений В. И. Ермаковым, Л. В. Ветчинниковой, З. Д. Бумагиной в конце 1980-х годов был разработан метод ускоренного выращивания карельской берёзы, обеспечивающий массовое разведение этого дерева прививкой ветвей «карелки» на молодые стволики обычной березы. В результате такой операции получают, по утверждению учёных, разные клоны этого ценного вида. Если при посеве семенами только 30—40 процентов растений наследуют признаки «карелки», то при размножении ветвями все деревца берёзы становятся «карельскими». Наряду с традиционными методами разведения карельской берёзы с 1990-х годов применяется метод клонального микроразмножения «in vitro».
В 1984 году в Карелии были учреждены 4 заказника карельской берёзы: «Утуки» в Кондопожском районе (площадью 5,7 га), «Коккорево» и «Царевичи» в Прионежском районе (общей площадью 28,9 га), «Анисимовщина» в Медвежьегорском районе (площадью 6,1 га). В Карелии в природных популяциях насчитывается около трёх тысяч деревьев. В Республике Карелия утверждена региональная целевая программа по сохранению генофонда карельской берёзы и воспроизводству её ресурсов

## Применение

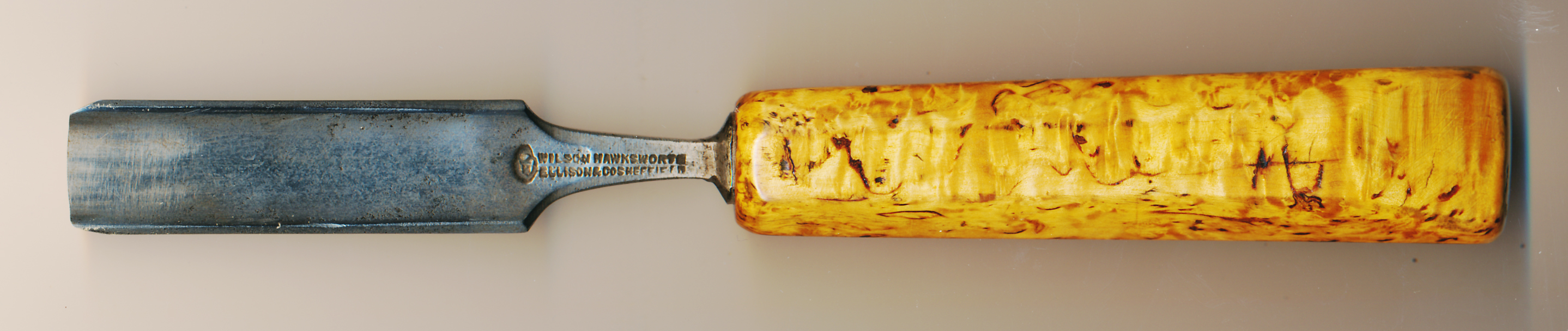
Стамеска с ручкой из карельской берёзы

В 1917 году фирмой «Фаберже» по заказу императора Николая II было изготовлено пасхальное яйцо из карельской берёзы — «Берёзовое».
Используется как поделочный материал для производства шкатулок, портсигаров, украшений, а также для производства мебели. Из-за острого дефицита материала в последнее время используется шпон карельской берёзы.
Благодаря путаности волокон и волнистой структуре карельская берёза почти не колется, а потому используется для изготовления ударных частей инструментов. В её древесине образуются два порока — нарост и свилеватость.